# Течение Куэтта
Течение Куэ́тта в гидроаэромеханике — ламинарное течение вязкой жидкости между двумя параллельными стенками (не обязательно прямолинейными), одна из которых двигается относительно другой. Течение происходит под действием сил вязкого трения, действующих на жидкость, и сдвигового напряжения параллельного стенкам. Этот тип течений назван в честь Мориса Мари Альфреда Куэтта, профессора физики в городе Анжере в конце XIX века.

## Простейшая модель

### Математическое описание
Рассмотрим две параллельные прямолинейные стенки, расположенные на расстоянии h друг от друга. Пусть движется одна из них, например, верхняя, скорость движения u0 постоянна и движение происходит в плоскости стенки. Если принять давление в жидкости постоянным (градиент давления отсутствует), то из уравнений Навье-Стокса следует соотношение:
где y — поперечная направлению течения пространственная координата и u (y) — скорость жидкости. Уравнение получено в предположении, что возникающее в рассматриваемом случае течение является одномерным — отлична от нуля только одна (продольная) компонента скорости из трёх {\displaystyle (u,v,w)}. Если начало координат находится на нижней стенке, то граничные условия для этой компоненты принимают вид u(0) = 0 и u(h) = u0. Точное решение вышеприведенного уравнения движения с учётом граничных условий есть:

### Постоянный сдвиг
Важной особенностью этой модели является постоянство касательного напряжения во всей области, занимаемой жидкостью. Первая производная скорости по y, u0 / h, является константой. Согласно закону Ньютона, касательное напряжение является произведением этого выражения и динамического коэффициента вязкости.